# John Eliot Howard
John Eliot Howard  (1807 — 1883) foi um botânico britânico
Seu pai foi o famoso meteorologista Luke Howard (1772-1864).
Especializou-se sobre  a quinquina e foi membro da  Royal Society, em 1874.